# Острица (Острицкая сельская община)
О́стрица (укр. Остриця) — село в Черновицком районе Черновицкой области Украины. Административный центр Острицкой сельской общины.
До 2020 года входило в Герцаевский район.
Население по переписи 2001 года составляло 3686 человек. Почтовый индекс — 60520. Телефонный код — 3740. Код КОАТУУ — 7320784001.

## Известные уроженцы
- Кицак, Стефан Флорович